# دمقلي
دمقلي هي قرية في مقاطعة مشكين شهر، إيران. عدد سكان هذه القرية هو 154 في سنة 2006.